# Bonjoklor
Bonjoklor is een bestuurslaag in het regentschap Kebumen van de provincie Midden-Java, Indonesië. Bonjoklor telt 2572 inwoners (volkstelling 2010).